# Den Hirschsprungske Samling
Den Hirschsprungske Samling er et kunstmuseum med dansk kunst fra 1800-tallet, som ligger i Østre Anlæg i København. Samlingen var tobaksfabrikant Heinrich Hirschsprung og hans hustru Paulines private samling, som de donerede til staten i 1902.

## Bygningen
Museumsbygningen er tegnet af H.B. Storck. Byggeriet blev påbegyndt i 1908 og stod færdigt i 1911, hvor museet åbnede for offentligheden. Indretningen og ophængningen blev forestået af kunsthistorikeren Emil Hannover, der også blev museets første direktør. I 1995 blev bygningen fredet som et af Storcks hovedværker.

## Samlingen
Samlingen rummer danske malerier, skulpturer, tegninger og skitsebøger fra 1800-tallet og begyndelsen af 1900-tallet, men også møbler og genstande, som har tilhørt kunstnerne. De mange møbler giver museet en hjemlig atmosfære.
Heinrich Hirschsprung var optaget af den kunstneriske proces og samlede derfor ikke kun færdige kunstværker, men også skitser og studier. Sammen med museets første direktør, Emil Hannover, havde han den tanke, at samlingen skulle være dokumentationscenter for dansk kunst i 1800-tallet, og der findes derfor også et stort brevarkiv med bl.a. P.S. Krøyer og Vilhelm Hammershøis korrespondancer.
- C.W. Eckersberg, Tre spartanske drenge, 1812.
- Kristian Zahrtmann, Leonora Christina i fængslet, 1875.
- Michael Ancher, Figurer i et landskab. Blinde Kristian og Tine i sandet, 1880.
- Harald Slott-Møller, Foråret, 1896.

Se også et større udvalg af Værker i Den Hirschsprungske Samling.

### Ophængning
Museets ophængning er kronologisk opbygget. De første rum viser værker fra guldalderen af bl.a. Eckersberg, Købke, Bendz, Marstrand, Rørbye, Skovgaard og Lundbye. Siden følger Det Moderne Gennembrud, Symbolismen og Skagensmalerne med værker af Erik Henningsen, L.A. Ring, Ejnar Nielsen, Joakim Skovgaard, Anna Ancher, Michael Ancher, P.S. Krøyer, Kristian Zahrtmann og Vilhelm Hammershøi. Familien Hirschsprung var venner med mange af kunstnerne, ikke mindst P.S. Krøyer, som Pauline Hirschsprung korresponderede med.
Den Hirschsprungske Samling er en del af Parkmuseerne.

## Ledelse og økonomi
(ikke komplet)
- 1911-1923 Emil Hannover
- 1938-1978 Eigil H. Brünniche
- 1978-1985 Hanne Finsen
- 1986-2016 Marianne Saabye
- 2016-2023 Gertrud Oelsner
- 2024-nu Karina Lykke Grand

Den Hirschsprungske Samling er et statsligt kunstmuseum på Finansloven med en driftsbevilling på 7,5 millioner kroner.